# Francis Preston Blair, Jr.
Francis Preston Blair, Jr. (19. februar 1821 – 9. juli 1875) var en amerikansk politiker og general i Unionshæren under den amerikanske borgerkrig.

## Tidlige liv og karriere
Blair blev født i Lexington, Kentucky. Han var søn af Francis Preston Blair og bror til Montgomery Blair. Han var fætter til B. Gratz Brown. Han gik i skole i Washington D.C., tog eksamen fra Princeton University i 1841, og studerede jura ved Transylvania University. Efter at han var blevet optaget i advokatsamfundet i Lexington, flyttede han til St. Louis i 1842.
Blair deltog i den mexicansk-amerikanske krig og blev udpeget til justitsminister i New Mexico-territoriet, efter at det var blevet sikret af general Stephen W. Kearny. Han var en personlig og politisk ven af Thomas Hart Benton og blev kendt for sine holdninger imod slaveri. Han var også en udtalt tilhænger af Free Soil-bevægelsen og blev valgt til Repræsentanternes Hus i 1852. Han blev besejret i 1858, men genvalgt i 1860. I Kongressen sad han som formand for den vigtige Militærkomite.

## Borgerkrigen
Straks efter South Carolinas udtræden af Unionen i december 1860 begyndte Blair, som troede, at sydstaternes ledere planlagde at få det neutrale Missouri med sig, aktivt at forsøge at forhindre noget sådant og organiserede og udrustede personligt en hemmelig styrke på 1.000 mand ud fra den paramilitære Wide Awakes organisation for at være klar i en given situation. 
Da krigen blev uundgåelig, overførte han pludselig i samarbejde med kaptajn (senere general) Nathaniel Lyon våbnene i det Føderale arsenal i St. Louis til Alton i Illinois. Nogle få dage senere, den 10. maj 1861, omringede og tilfangetog en styrke af føderale tropper en militsstyrke, som havde været stationeret i Camp Jackson i forstæderne til St. Louis, og som havde til hensigt at erobre arsenalet. Denne aktion gav Unionens sag en afgørende fordel i starten i Missouri, men ophidsede også rebelske følelser i staten som følge af den efterfølgende St. Louis massakre. 
Blair blev forfremmet til brigadegeneral i den frivillige hær i august 1862 og dernæst til generalmajor i november. Han kommanderede 1st Brigade, som bestod af 13th Illinois Infantry, foruden 29th, 30th, 31st og 32nd Missouri Infantries, the 58th Ohio Infantry, 4th Company, Ohio Light Artillery, og Company C, 10th Missouri Cavalry.
Han havde kommandoen over en division i Vicksburg kampagnen og i kampene omkring Chattanooga i Tennessee, og var en af William T. Shermans korps kommandører i de afsluttende kampagner i Georgia, South Carolina og North Carolina.

## Efter krigen
Efter krigen var Blair, som havde brugt en stor del af sin personlige formue til støtte for Unionen, finansielt ruineret. I 1866 var han i lighed med sin far og bror modstandere af Kongressens genforeningspolitik, og på den baggrund forlod han Republikanerne. Det lykkedes ham ikke at blive valgt for Demokraterne som vicepræsident i 1868, hvor han var opstillet sammen med Horatio Seymour. I 1871 blev Blair udpeget af den lovgivende forsamling i Missouri som senator, men han blev ikke genvalgt i 1873. Samme år blev han lammet, noget han aldrig overvandt. Blair døde af et fald den 9. juli 1875.
I 1899 forærede staten Missouri en marmor statue af Blair til Kongresbygningens National Statuary Hall Collection.

## Eksterne links
- Blair in Statuary Hall at the U.S. Capital Arkiveret 31. juli 2008 hos  Wayback Machine